# Uldinia
Uldinia es un género de plantas de la familia de las apiáceas. Comprende 2 especies descritas

## Taxonomía
El género fue descrito por John McConnell Black y publicado en Transactions and Proceedings of the Royal Society of South Australia 46: 568. 1922. La especie tipo es: Uldinia mercurialis J.M.Black	

## Especies
A continuación se brinda un listado de las especies del género Uldinia descritas hasta julio de 2013, ordenadas alfabéticamente. Para cada una se indica el nombre binomial seguido del autor, abreviado según las convenciones y usos.
- Uldinia ceratocarpa (W.Fitzg.) N.T.Burb.
- Uldinia mercurialis J.M.Black